# 阿布·瓦利德
阿布·瓦利德（阿拉伯语：‎，1967年—2004年4月16日），出身於沙特阿拉伯加姆德部落，以聖戰者身份志願在中亞、巴爾幹和北高加索地區參戰。2004年4月在車臣死于俄軍空袭。
瓦利德是在車臣作戰的最著名阿拉伯人之一，2002年3月20日伊本·哈塔卜死後，他接任成為主要由非車臣裔聖戰者組成的自治部隊的埃米爾（指揮官）。阿布·瓦利德被指責對俄羅斯平民進行恐怖襲擊，有指控說瓦利德是穆斯林兄弟會代理，沙特情報説本·拉丹的基地組織與他有關。瓦利德既不證實，也不否認這些指控，他譴責俄羅斯軍隊侵犯車臣。

## 生平
瓦利德生平有許多不明之處，只知他父親是一個伊瑪目。他的第一次聖戰是1986年參與阿富汗戰爭，在20世紀90年代參與波斯尼亞戰爭和塔吉克内戰。並最終（可能早在1995年）到達車臣，在那裡他加入車臣游擊隊的阿拉伯聖戰者組織。
在第一次車臣戰爭瓦利德成為哈塔卜的納義伯（副帥）。在這個崗位上，他積極參與眾多的襲擊和伏擊行動，其中包括1996年4月的沙托伊伏擊——一個大型的俄羅斯裝甲車隊遭到襲擊和破壞。
1999年，他參加了伊斯蘭國際旅入侵達吉斯坦的行動，從而引發了第二次車臣戰爭。2000年他曾包围殲滅一個俄羅斯空中突擊師，之後没再有大勝利。他在2004年死於俄軍空襲。